# Luxury Card
Luxury Card là một công ty dịch vụ tài chính tư nhân thuộc sở hữu của Black Card LLC. Công ty này cung cấp thẻ tín dụng và thẻ thành viên đến khách hàng thông qua Mastercard Titanium Card, Mastercard Black Card, và Mastercard Gold Card phát hành bởi Black Card LLC. Công ty còn xuất bản Luxury Magazine, một thành viên chỉ xuất bản kỹ thuật số và in ấn.

## Lịch sử
Luxury Card được thành lập bởi Black Card LLC và phát hành chiếc thẻ đầu tiên vào năm 2008. Nó còn được gọi là "Black Card," nó được phát hành như một thẻ tín dụng cao cấp để cung cấp phần thưởng cho khách hàng sử dụng tín dụng lớn.
Luxury Card đăng ký thành công thương hiệu "Black Card" tại Mỹ vào năm 2009. American Express sau đó đã kiện do có tên tương tự với Centurion Card của họ, mà cho là đã được biết đến rộng rãi với tên "Black Card". Tòa án Mỹ của quận phía Nam thành phố New York phán quyết rằng "Black Card" thương hiệu của LLC đã bị hủy vì nó chỉ mang tính chất mô tả.
Vào năm 2014, Black Card LLC đổi thành Luxury Card. Năm 2016, Luxury Card đổi Black Card từ Visa thành Mastercard. Nó còn thêm Titanium Card và Gold Card trong các dịch vụ của mình.

## Sản phẩm và dịch vụ
Luxury card cung cấp ba loại thẻ tín dụng với nhãn Black Card, Titanium Card, và Gold Card. Toàn bộ ba loại thẻ đều làm bằng carbon và thép không gỉ và Gold Card được làm bằng vàng 24 kara.
Titanium Card là thẻ thấp trong dòng Luxury Card. Black Card, là thẻ tín dụng tầm trung của Luxury Card. Gold Card là thẻ cao cấp nhất trong ba loại thẻ.
Lợi ích của mỗi thẻ sẽ khác nhau và có thể bao gồm dịch vụ hỗ trợ 24/7, quà tặng, chấp nhận toàn cầu, và Luxury Magazine, thành viên của ấn phẩm tạp chí và kĩ thuật số theo quý. Các lợi ích khác bao gồm hoàn tiền, truy cập phòng chờ sân bay, bảo hiểm du lịch cho hành lý, tạm ngưng/hủy chuyến đi, thiệt hại xe thuê, ID chống trộm và bảo vệ gian lận thẻ tín dụng. Nó còn có ứng dụng điện thoại để truy cập lợi ích và dịch vụ.